# Cimetière militaire allemand de Morisel
Le cimetière militaire allemand de Morisel est un cimetière militaire de la Première Guerre mondiale, situé sur le territoire de la commune de Morisel, dans le département de la Somme.

## Localisation
Le cimetière allemand de Morisel est situé au sud-ouest du village, au croisement des routes départementales 14 et 920, à proximité de la ville de Moreuil.

## Caractéristiques
Ce cimetière a été édifié par l’État français en 1920. Il rassemble les corps de 2 640 soldats allemands provenant de dix-huit lieux différents des environs de Moreuil. 2 605 corps reposent dans des tombes individuelles matérialisées par des croix en pierre (dont 8 non-identifiés) et 35 (dont 9 identifiés) reposent dans l'ossuaire.